# Tao (landstreek)

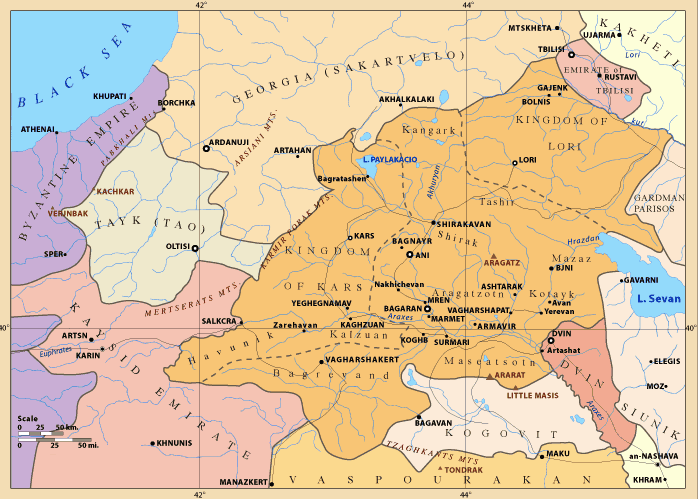
het historische Tao (962-1064)

Tao was een historische regio op het grondgebied van het huidige Turkije die Taochi genoemd werd door de Grieken, Tao door de Georgiërs en Tayk door de Armeniërs.